# Bandeira mercante

Símbolo vexilológico para uma bandeira mercante (pavilhão civil)

A bandeira mercante constitui a bandeira usada para assinalar a nacionalidade das embarcações mercantes de um determinado estado. Como tal, é uma forma de bandeira nacional. É normalmente içada à popa de cada embarcação.
É também referida por outros termos análogos como pavilhão mercante, bandeira da marinha mercante, bandeira dos navios mercantes ou bandeira de comércio. 
No âmbito da vexilologia, recebe a classificação de pavilhão civil (tradução do termo inglês civil ensign), termo este que nunca ou raramente é usado no seio do próprio setor de atividade marítima.

## Panorama geral

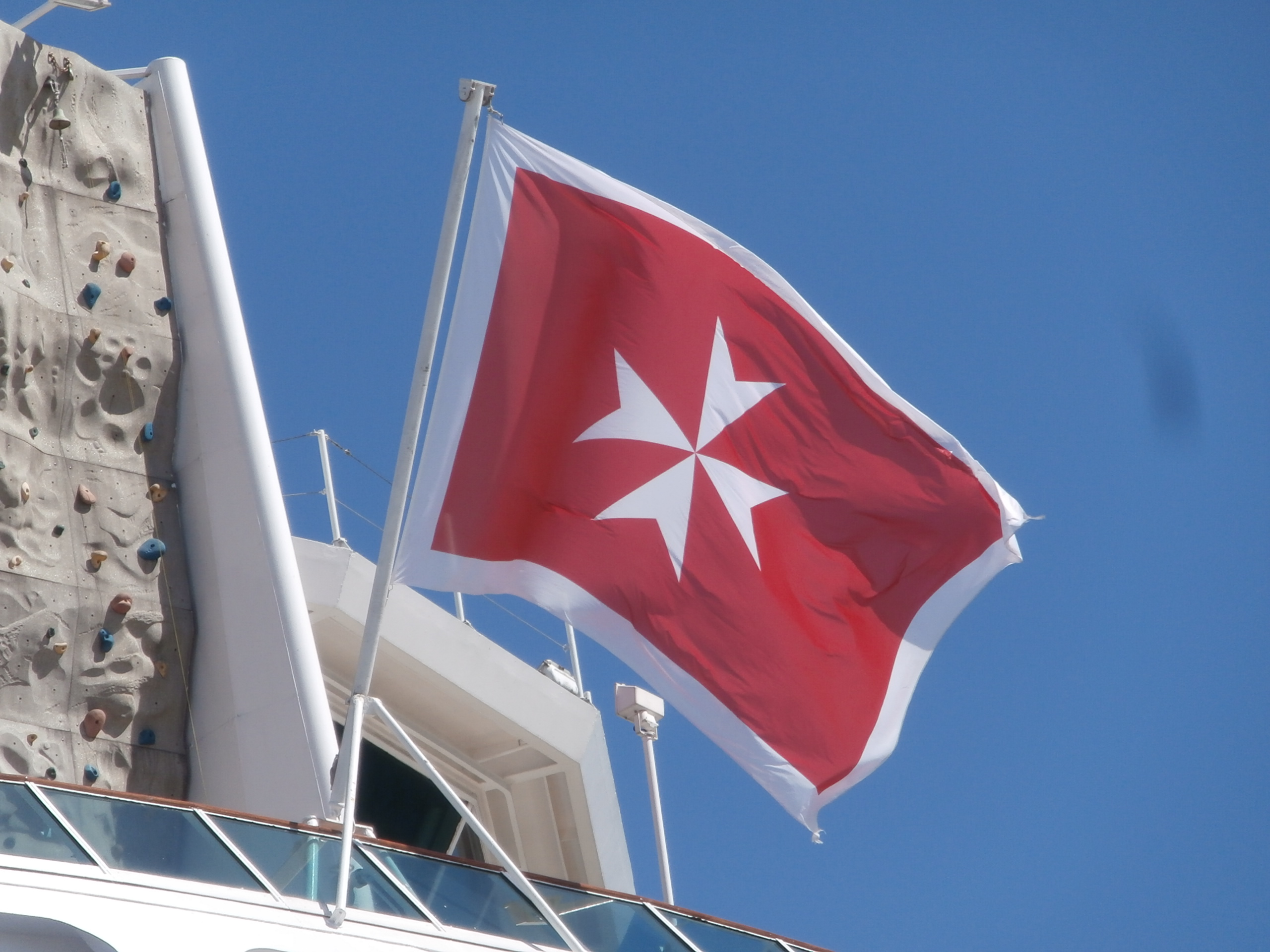
Bandeira mercante de Malta, arvorada no navio de cruzeiros Empress of the Seas.

Por padrão, todas as embarcações de propriedade privada - incluindo as de comércio, de pesca e de recreio - registradas num determinado estado, arvoram a respetiva bandeira mercante. Excetuam-se aquelas que tenham expressamente o direito a arvorar uma outra bandeira. A bandeira arvorada por uma embarcação indica a sua afiliação ao respetivo estado de bandeira ou seja a jurisdição a cujas leis e regulamentações está sujeita, incluindo aquelas relacionadas com as certificações, inspeções, segurança e prevenção da poluição.
Todos os estados têm o direito ao uso de uma bandeira mercante ou seja direito a efetuarem o registo de embarcações, as quais terão a liberdade de navegar no mar com a bandeira daquele estado arvorada. A declaração multilateral de 1921 reconheceu esse direito também aos estados desprovidos de litoral e por isso sem acesso direto ao mar.
Alguns estados permitem o registo de navios cujos proprietários são estrangeiros, podendo assim arvorar a sua bandeira mercante. Esta prática e a bandeira arvorada no âmbito da mesma é conhecida por "bandeira de conveniência". Estes navios são registados sob uma bandeira de conveniência para reduzir custos fiscais ou mesmo para evitar o cumprimento de determinadas regulamentações e obrigações impostas pelo estado de origem do proprietário.
Muitos dos países dispõe hoje de uma única bandeira nacional para todos os usos, que assim serve também de bandeira mercante. É este o caso de todos os países do mundo de língua portuguesa e de outros países como os EUA, a França, a Grécia, o Panamá e e a Turquia.

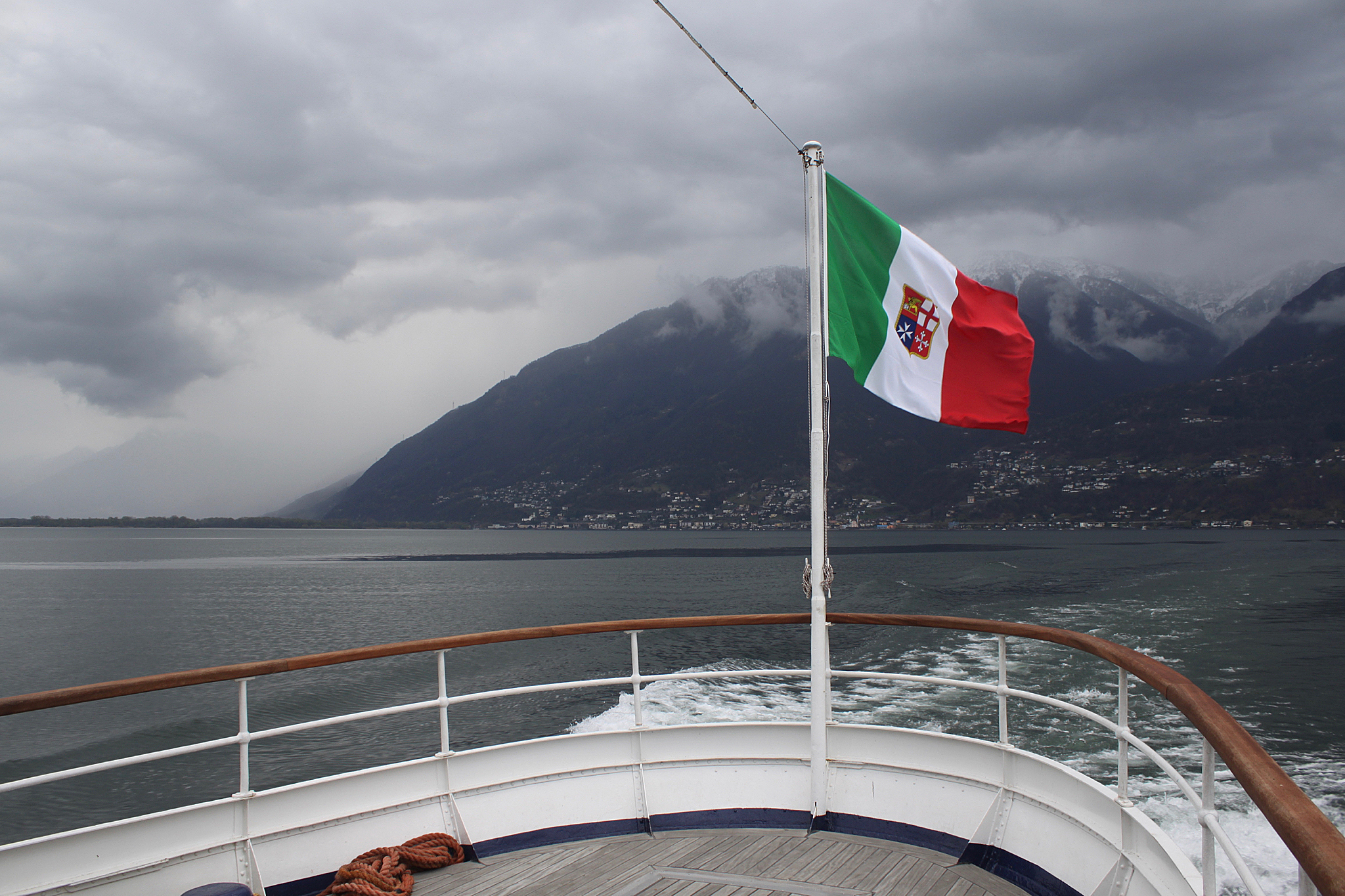
Bandeira mercante da Itália arvorada no barco de passageiros Torino.

Contudo, em grande parte dos países, continua a existir uma distinção entre as bandeiras para uso em terra e os pavilhões (bandeiras para uso no mar). Nestes países, a bandeira mercante é normalmente diferente da bandeira usada pelos navios de guerra e por outros navios ao serviço do estado. Alguns países dispõem de bandeiras mercantes especiais para uso das embarcações de recreio ou mesmo de bandeiras especiais para uso privativo de determinados iate clubes. Este é o caso do Reino Unido e da maioria dos restantes países da Commonwealth, da Alemanha e da Rússia. No Reino Unido, por exemplo, a bandeira nacional usada em terra (a Union Flag) é diferente das diversas bandeiras usadas no mar, que incluem o pavilhão vermelho (bandeira mercante), o pavilhão azul (bandeira estatal) e o pavilhão branco (bandeira de guerra). Os pavilhões vermelho e azul têm eles próprios diferentes versões - diferenciadas pelo acrescentamento ou não de emblemas - para uso específico de determinadas instituições.
A bandeira mercante de um país serve normalmente de bandeira de cortesia do mesmo. Como tal, é içada pelas embarcações estrangeiras quando as mesmas visitam os seus portos ou navegam nas suas águas territoriais.

## Regras gerais de uso

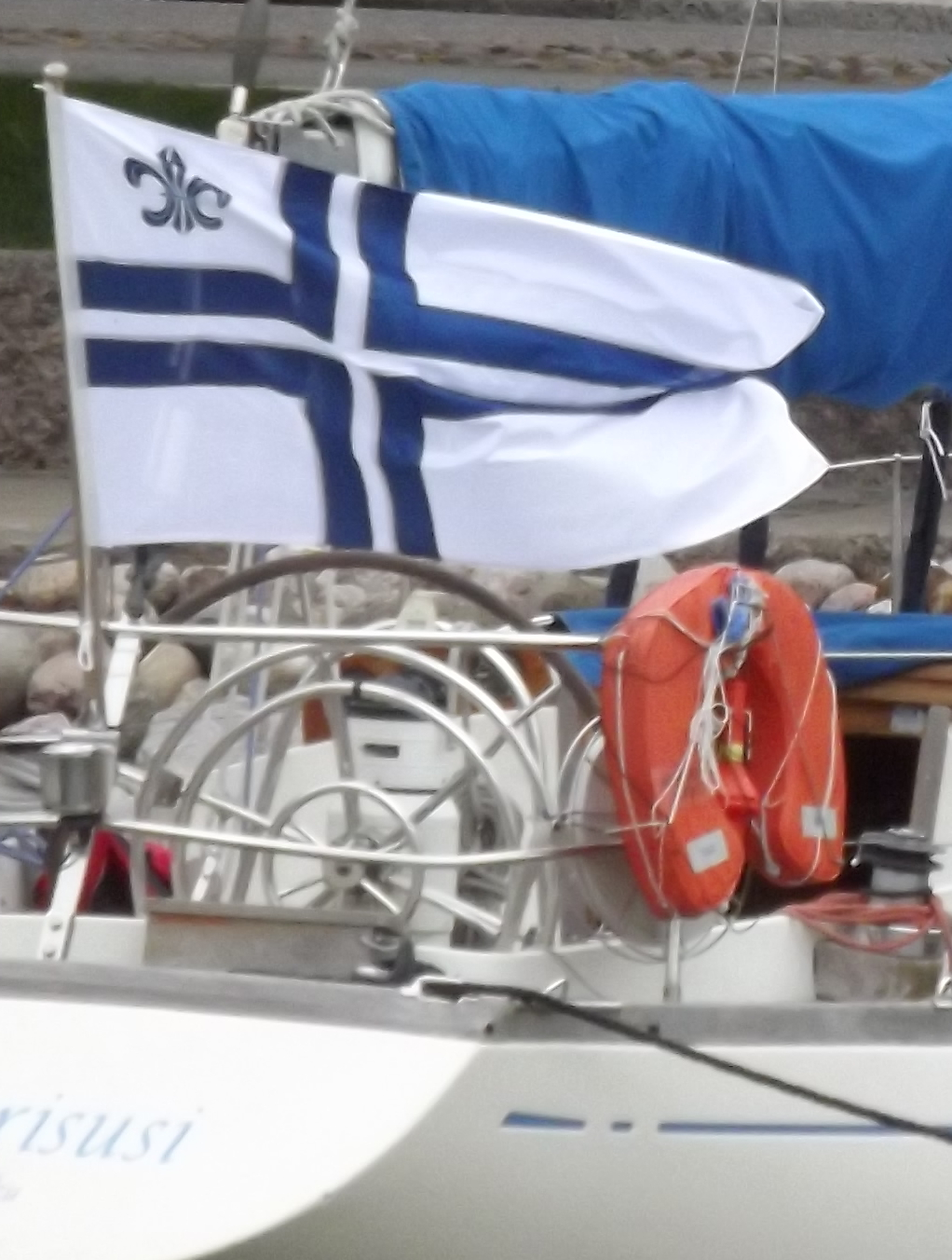
Bandeira das embarcações de recreio da Finlândia (com o emblema do Iate Clube Escotista) arvorada no veleiro Merisusi

Apesar de algumas variações, as regras gerais de uso das bandeiras mercantes são transversais a todos os países. Assim, todas as embarcações mercantes de um estado de bandeira têm o direito de arvorar a respetiva bandeira mercante. Juntamente com a documentação de bordo, a bandeira é o meio de prova legal da nacionalidade das mesmas.
As embarcações mercantes devem obrigatoriamente içar a sua bandeira nas seguintes situações:
1. quando entrando e saindo de qualquer porto;
2. quando, navegando, encontrem um navio da marinha de guerra ou da autoridade marítima de qualquer nacionalidade;
3. quando, navegando em águas territoriais de qualquer país, passem à vista de uma estação de controle de navegação;
4. sempre que se encontrem num porto ou em águas territoriais estrangeiras;
5. em todos os restantes casos em que haja conveniência em provar a nacionalidade;
6. em regata, as embarcações de recreio estão isentas de içar a bandeira.[4][5]

A bandeira mercante deverá ser arvorada à popa da embarcação ou o mais próximo possível da mesma. Deverá ser a maior bandeira içada a bordo.

## Modelos de bandeiras mercantes
Segundo o seu grafismo, os modelos de bandeiras mercantes usadas pelos diversos países podem ser agrupadas nas seguintes seis grandes categorias:
1. consistindo num campo de vermelho (ou ocasionalmente de outra cor), com a bandeira nacional no cantão superior junto à tralha. Este modelo é designado "pavilhão vermelho" no Reino Unido, sendo usado como bandeira mercante deste país. É também usado nos atuais e em vários dos antigos territórios ultramarinos britânicos, neste caso tendo frequentemente acrescentado um emblema ou brasão na área do campo junto ao batente;
2. modelo substancialmente diferente do da bandeira nacional de uso geral;
3. semelhante ao da bandeira nacional, mas diferenciando-se daquela por conter um emblema, brasão ou inscrição especial;
4. simplificação da bandeira nacional, normalmente por remoção do emblema ou brasão existente naquela. É frequentemente usado nos países de língua espanhola;
5. idêntico ao da bandeira nacional, mas com proporções dimensionais diferentes;
6. a bandeira nacional é utilizada como bandeira mercante.

### Modelos com a bandeira nacional no cantão
Estados soberanos
- Arábia Saudita
- Austrália[nota 1]
- Bahamas
- Bangladesh
- Emirados Árabes Unidos[nota 2]
- Fiji
- Índia
- Malásia
- Maurícia
- Nigéria
- Nova Zelândia
- Paquistão
- Reino Unido[nota 3]

Dependências e territórios ultramarinos britânicos
- Bermudas[nota 4]
- Ilhas Virgens Britânicas
- Ilhas Caimão
- Ilhas Falkland
- Gibraltar
- Guernsey
- Ilha de Man
- Jersey
- Ilhas Turcas e Caicos

### Modelos significativamente diferentes da bandeira nacional
- Albânia
- Israel
- Luxemburgo
- Malta
- Singapura

### Bandeira nacional com um emblema especial
- Bélgica
embarcações de recreio
- Colômbia
- Espanha
embarcações de recreio
- EUA
embarcações de recreio[nota 5]
- Finlândia
embarcações de recreio[nota 6]
- Itália
- Marrocos[nota 7]
- Polónia
- Salvador

### Modelos simplificados da bandeira nacional
- Andorra
- Áustria
- Bolívia
- Costa Rica
- República Dominicana
- Equador
- Egito
- Salvador
- Guiné Equatorial
- Etiópia
- Guatemala
- Haiti
- Hungria
- Liechtenstein
- Moldávia
- Nicarágua
- Omã
- Peru
- São Marino
- Sérvia
- Eslováquia
- Somalilândia
- Espanha[nota 8]
- Tajiquistão
- Transnístria
- Venezuela

### Modelos diferindo da bandeira nacional apenas nas proporções ou formato
- Bélgica
- Croácia
- Granada
- Guiana
- Eslovénia
- Suíça[nota 9]
- Trindade e Tobago

### Bandeira nacional servindo de bandeira mercante
- África do Sul
- Alemanha
- Antígua e Barbuda
- Argélia
- Angola
- Brasil
- Bulgária
- Cabo Verde
- Chile
- China
- Chipre
- Dinamarca
- EUA
- Finlândia
- França[nota 10]
- Gana
- Grécia
- Guiné-Bissau
- Ilhas Marshall
- Irlanda
- Hong Kong
- Irão
- Japão
- Líbano
- Libéria
- Líbia
- Macau
- Mianmar
- Moçambique
- Montenegro
- Países Baixos
- Panamá
- Paraguai
- Portugal
- Noruega
- Roménia
- Rússia
- Salomão
- São Tomé e Príncipe
- São Vicente e Granadinas
- Sri Lanka
- Síria
- Suécia
- Taiwan
- Timor-Leste
- Tunísia
- Turquia
- Ucrânia
- Uruguai

### Antigas bandeiras mercantes distintas das respetivas bandeiras nacionais já fora de uso
- Albânia
1945-1992
- Argentina
1812-1985
- Áustria-Hungria
1869–1918
- Birmânia
1952-1974
- Birmânia / Myanmar
1974-2010
- Alemanha
1919–1933
- Alemanha Oriental
1959–1973
- China / Taiwan
1929-1966
- Dinamarca
(em águas distantes)
1757–1814
- Escócia
1603-1707
- Espanha
1785–1927
- Espanha
1931–1939
- Estados Papais
1825–1870
- França
1661–1765
- Gana
1958–1964 e 1966-2003
- Gana
1964-1966
- Grécia otomana
1453-1793
- Grécia
1822–1828
- Haiti
1964–1986
- Hanôver
1801–1866
- Hungria
1921–1946
- Hungria
1950–1957
- Inglaterra
1620–1707
- Irão
1852-1906
- Irão
1906-1933
- Irão
1933-1964
- Irão
1964-1980
- Irlanda
1701-1800
- Irlanda
1800-1922
- Meclemburgo-Schwerin
1855-1871
- Montenegro
1880-1881
- Montenegro
1881-1918
- Noruega
1814-1821
- Noruega
1844-1899
- Portugal
1640-1670
- Portugal
(em águas costeiras)
1670-c.1800
- Portugal
(no Atlântico)
1670-c.1800
- Portugal
(no Índico)
1670-c.1800
- Prússia
1823–1863
- Prússia
1863-1871
- Reino Unido
1707-1800
- Ilhas Salomão
1978–1998
- Sri Lanka
1955-1969
- Suécia-Noruega
1818-1844
- Suécia
1844-1905
- Turquia
1453-1793
- Iugoslavia
1950–1992